# Flathub
Flathub es el repositorio principal para el administrado de paquetes Flatpak, pretendiendo ser un lugar central para obtener y distribuir aplicaciones para Linux. Comparándose a snapcraft de Canonical. En el mes de septiembre de 2022, Flathub tenía 1774 aplicaciones.

## Envío de aplicaciones
Los desarrolladores pueden enviar sus aplicaciones para que se distribuyan dentro de la creciente base de usuarios de Flathub, de manera que se pueda proporcionar así una única puerta de entrada a todo el ecosistema de escritorio de Linux.
Actualmente, las aplicaciones deben ser legalmente redistribuibles o estar disponibles como descarga de terceros.